# Ceal, Kărdjali
Ceal (în bulgară Чал) este un sat în comuna Krumovgrad, regiunea Kărdjali,  Bulgaria. 

## Demografie
Componența etnică a satului Ceal
     Romi (41,3%)
     Turci (58,69%)
     Nicio identificare (0%)
     Altele (0%)
La recensământul din 2011, populația satului Ceal era de 46 locuitori. Din punct de vedere etnic, majoritatea locuitorilor (58,69%) erau turci, cu o minoritate de romi (41,3%). Pentru 0,0% din locuitori nu este cunoscută apartenența etnică.